# Leucaria
Leucaria es un personaje de la mitología romana. Leucaria es el nombre que recibe la esposa de Ítalo y madre de Ausón, epónimo de Ausonia (el cual es el antiguo nombre de Italia).
Otra tradición, recogida por Pierre Grimal, la considera hija del rey Latino y casada con Eneas, lo cual la identifica con Lavinia. Sería madre de Romo, epónimo de Roma.